# Festival du court métrage de Clermont-Ferrand
Le festival du court métrage de Clermont-Ferrand, ou festival international du court métrage de Clermont-Ferrand depuis 1988, est une manifestation cinématographique consacrée au court métrage, créée en 1979. C’est le festival de cinéma le plus important en France après Cannes en termes d’audience, et le premier en termes de fréquentation.

## Histoire
Avant même la création du festival, des initiatives ponctuelles ont été menées. En 1975 ou 1977, le ciné-club étudiant organise les Journées du petit Miquet, semaine consacrée au cinéma d'animation.  Entre 1979 et 1981, le Cercle cinématographique universitaire de Clermont-Ferrand (CCUC) organise des semaines du court métrage,. Devant le succès rencontré par cette initiative, l'association Sauve qui peut le court métrage est créée le 4 août 1981 afin d'encourager la création d'une manifestation pour mettre en valeur le film court.
Le festival en tant que tel naît ainsi en 1982. La manifestation prend rapidement une grande ampleur, et d'initiative bénévole, le festival s'institutionnalise.
Le premier Marché du Film Court à l'intention des professionnels est organisé en 1986, donnant au festival un intérêt économique.
En 1988, le festival s'ouvre à l'échelle internationale.
En 1995, la fréquentation passe la barre des 100 000 personnes. En parallèle, la Commission du Film Auvergne est créée en 1997 afin de faciliter les initiatives de tournage dans la région.
En 2002 s'est ajoutée à la compétition une catégorie consacrée au cinéma numérique. Depuis, cette compétition a pris le nom de « labo » et rassemble non pas les films numériques, mais ceux présentant un aspect expérimental remarqué.
En 2009 est créé Euro Connection, plateforme de rencontre des producteurs, diffuseurs et financeurs européens qui souhaitent développer des projets de court métrage sous la forme de coproductions européennes. Le festival du court métrage de Clermont-Ferrand a été élu Meilleur Festival International lors de la cérémonie des FILMAD Awards qui s'est tenue à Madrid, le 22 décembre 2009.

## Organisation

### Sections
Le festival propose chaque année trois compétitions (nationale, internationale et labo), une section jeunes publics, une rétrospective thématique et un focus consacré à un pays. De nombreux autres programmes (Regards d'Afrique, Décibels !, Collections, Carte Blanche, Films en Région, etc.) viennent compléter le panorama proposé aux spectateurs.

### Sélection d'un film
À partir de 2012, chaque année, le festival reçoit plus de 7 000 inscriptions de courts métrages produits dans le monde entier (dont près de 1 700 productions françaises), pour environ 170 films présentés en compétition.

### Prix décernés
Plus d'une trentaine de récompenses pour des dotations s'élevant à plus de 150 000 € au total sont remises chaque année aux lauréats des différentes sections.
Trois compétitions sont organisées : nationale, internationale et labo.
Le Vercingétorix est un trophée remis aux lauréats du grand prix, prix spécial du jury et prix du public pour chacune de ces trois compétitions (internationale, labo, nationale). Il a été réalisé d'après une œuvre de Roland Cognet.
Le grand prix de la compétition nationale qualifie pour les Césars. Le grand prix de la compétition internationale qualifie pour les Oscars et les British Academy Film Awards. Le prix du meilleur film européen qualifie pour le European Short Film Audience Award.
Certains prix sont transversaux aux trois compétitions (Prix Canal +, Prix CANAL+ / Ciné +, Prix des effets spéciaux par Adobe, Prix du meilleur Queer métrage,, Prix Festivals connexions, Prix de la presse Télérama, Prix SACD du meilleur film d'animation francophone, Prix SACD de la meilleure première œuvre de fiction, Prix du rire "Fernand Raynaud", Prix du meilleur film documentaire, Prix Procirep du producteur de court métrage) et d'autres hors compétition (Coup de cœur CANAL+ Kids, Prix Evaveo du meilleur film VR, Prix YouTube du court métrage de fiction).

### Lieux

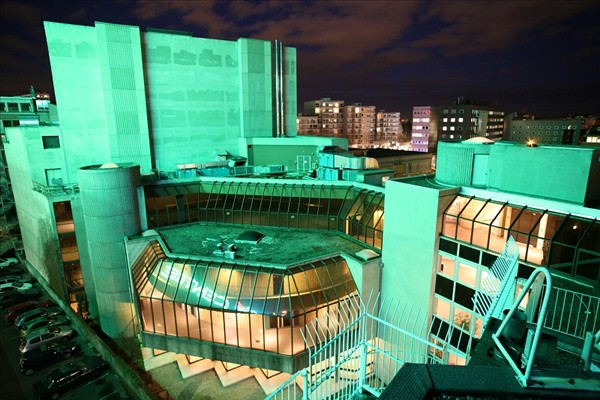
La Maison de la Culture qui accueille une grande partie du festival.

Le festival se déroule sur plus d'une quinzaine de lieux à Clermont-Ferrand : le théâtre de la Comédie, la Maison de la Culture, la salle Varda de l'Université Clermont Auvergne, le cinéma le Capitole, la salle Conchon, la salle des Frères Lumière du CROUS, la Jetée, le cinéma le Rio, l'ESACM, l'Opéra...
En 2021, exceptionnellement et en raison de l'épidémie de COVID 19 mondiale, le festival s'est tenu en version numérique.

## Portée et influence du festival

### Fréquentation
En 2010, entre 400 et 500 courts métrages sont projetés sur 450 séances dans 13 salles différentes, et en amont, 6500 films sont reçus et visionnés par l'équipe d'organisation.
Évolution du nombre de films reçus
| 1979 | 1980 | 1981 | 1982 | 1983 | 1984 | 1985 | 1986 |
| ---- | ---- | ---- | ---- | ---- | ---- | ---- | ---- |
| -    | -    | -    | -    | -    | -    | -    | -    |

| 1987 | 1988 | 1989 | 1990 | 1991 | 1992 | 1993 | 1994 |
| ---- | ---- | ---- | ---- | ---- | ---- | ---- | ---- |
| -    | -    | -    | -    | -    | -    | -    | -    |

| 1995 | 1996 | 1997 | 1998 | 1999 | 2000 | 2001 | 2002 |
| ---- | ---- | ---- | ---- | ---- | ---- | ---- | ---- |
| -    | -    | -    | -    | -    | 600  | -    | -    |

| 2003 | 2004 | 2005  | 2006 | 2007 | 2008 | 2009 | 2010  |
| ---- | ---- | ----- | ---- | ---- | ---- | ---- | ----- |
| -    | -    | 4 011 | -    | -    | -    | -    | 6 500 |

| 2011 | 2012 | 2013 | 2014  | 2015 | 2016 | 2017 | 2018  |
| ---- | ---- | ---- | ----- | ---- | ---- | ---- | ----- |
| -    | -    | -    | 7 732 | -    | -    | -    | 8 657 |

| 2019  | 2020  | 2021  | 2022  | 2023  | 2024  | 2025  | - |
| ----- | ----- | ----- | ----- | ----- | ----- | ----- | - |
| 9 200 | 9 000 | 8 182 | 6 200 | 8 300 | 9 400 | 8 200 | - |

En 2019, parmi les 3 500 professionnels accrédités figurent par exemple des représentants du Short Film Corner du Festival de Cannes et, pour la première fois, des représentants de Netflix États-Unis en recherche de nouveaux talents.
Évolution du nombre total de spectateurs du Festival
| 1979  | 1980  | 1981  | 1982 | 1983 | 1984 | 1985 | 1986 |
| ----- | ----- | ----- | ---- | ---- | ---- | ---- | ---- |
| 1 200 | 1 800 | 3 000 | -    | -    | -    | -    | -    |

| 1987   | 1988   | 1989   | 1990   | 1991   | 1992   | 1993   | 1994 |
| ------ | ------ | ------ | ------ | ------ | ------ | ------ | ---- |
| 16 000 | 25 000 | 28 000 | 40 000 | 50 000 | 62 000 | 75 000 | -    |

| 1995    | 1996 | 1997    | 1998    | 1999    | 2000 | 2001    | 2002 |
| ------- | ---- | ------- | ------- | ------- | ---- | ------- | ---- |
| 100 000 | -    | 115 000 | 118 000 | 120 000 | -    | 129 000 | -    |

| 2003 | 2004    | 2005    | 2006    | 2007    | 2008    | 2009    | 2010    |
| ---- | ------- | ------- | ------- | ------- | ------- | ------- | ------- |
| -    | 135 000 | 130 000 | 140 000 | 133 000 | 137 000 | 135 000 | 144 000 |

| 2011    | 2012    | 2013    | 2014    | 2015    | 2016    | 2017    | 2018    |
| ------- | ------- | ------- | ------- | ------- | ------- | ------- | ------- |
| 149 000 | 144 000 | 154 000 | 160 000 | 160 000 | 162 000 | 161 000 | 165 000 |

| 2019    | 2020    | 2021 | 2022    | 2023    | 2024    | 2025    | - |
| ------- | ------- | ---- | ------- | ------- | ------- | ------- | - |
| 165 700 | 172 000 | -    | 100 000 | 160 000 | 166 000 | 173 000 | - |

### Découvertes
Le festival a permis de découvrir des réalisateurs qui se sont ensuite lancés dans le long métrage avec succès, parmi lesquels :
- Cédric Klapisch, lauréat du Prix spécial du jury national en 1987 pour In transit (son film de fin d'études[48]), puis à nouveau Prix spécial du jury national en 1990 pour Ce qui me meut. Revenu en 2016 à Clermont, il raconte y avoir rencontré Jean-Pierre Jeunet, Mathieu Kassovitz, Marie Vermillard et autres cinéastes de sa génération, ou encore l'acteur Zinedine Soualem[49],[50].
- Bruno Podalydès, lauréat du Prix du public national en 1992[51] pour Versailles rive-gauche (qui recevra le César du meilleur court métrage en 1993)
- Jean-Pierre Jeunet, lauréat du Prix du public et du Prix de la presse nationaux en 1990[51] pour Foutaises.
- Jan Kounen, lauréat du Prix de la recherche en 1994[51] pour Vibroboy.
- Érick Zonca, Grand Prix national en 1995[51] pour Éternelles.
- Xavier Giannoli, qui a présenté en compétition nationale ses courts métrages Le Condamné en 1994, Dialogue au sommet en 1995 et J'aime beaucoup ce que vous faites en 1996, qui remporta la mention spéciale du jury jeunes. Son court métrage L'Interview lui, fut programmé en 1999 dans le programme Distributeur consacré aux Prix de Courts 98.
- Blandine Lenoir, découverte en tant que comédienne dans Carne de Gaspar Noé en compétitions nationale et internationale en 1992 aux côtés de Philippe Nahon (qui remporta le prix d'interprétation masculine) puis dans La Maison verte de Sylvie Verheyde en 1993, a par la suite vu cinq de ses courts métrages sélectionnés dans la compétition nationale du festival : Avec Marinette en 2000 (Prix de la Meilleure Création Sonore (SACEM, CST), Prix de la Meilleure Première Œuvre de fiction), Rosa en 2006 (Prix d'Interprétation Féminine Prix d'Interprétation Féminine), Ma Culotte en 2007, Pour de vrai en 2008 et Monsieur l'Abbé en 2011.
- Le court métrage Logorama a ensuite gagné l'oscar du meilleur court métrage.
- Éric Toledano et Olivier Nakache, en compétition nationale en 2000 avec leur court métrage Les Petits Souliers.
- Denis Villeneuve, sélectionné en compétition internationale en 1995 avec son court métrage REW FFWD et en compétition labo en 2009 avec son court métrage Next Floor.
- Thomas Vinterberg, avec son court métrage Drengen Der Gik Bagloens (Le Garçon qui marchait à reculons), lauréat du Prix du public international  et de la mention spéciale du jury international en 1995. La même année, il présentait également le court métrage Sidste Omgang (Dernière tournée) en compétition internationale.

François Ozon a fait la connaissance de son actrice fétiche, Ludivine Sagnier, dans le court-métrage Acide aminé de Guillaume Bréaud à Clermont-Ferrand en 1999.

### Le Marché du Film Court
En parallèle du festival se tient chaque année sur 5 jours le Marché du Film Court, qui réunit en un seul lieu toutes les catégories professionnelles du secteur (réalisateurs, producteurs, diffuseurs, acheteurs, écoles de cinéma, organismes nationaux, etc.).

### Sponsors et médias
Pour l'édition 2022, les partenaires médias étaient l'hebdomadaire culturel Télérama, la station Radio Nova, la revue des Cahiers du cinéma, les chaînes de télévisions d'Arte et France Télévisions, le quotidien L'Humanité, le magazine Têtu, le média en ligne Konbini et la plateforme de cinéma jeunesse Benshi. Parmi les partenaires officiels figurent aussi des médias tels que Canal+ ou YouTube.

### Retombées économiques
En 2017, les chercheurs Xavier Hollandts et Daniela Borodak ont interrogé 989 personnes sur l’ensemble des sites du festival sur une semaine et en ont déduit un impact positif global de 11 millions d’euros, répartis en 7,3 millions d’euros d’impact primaire et de 3,7 millions d’euros d’impact secondaire. En 2017, 51 % des visiteurs étaient des non locaux, 17 % des professionnels. Les visiteurs non locaux ont dépensé 6,2 millions d’euros dont 1 451 198 € pour l’hébergement, 1 441 599 € € pour la restauration, 2 450 284 € dans les commerces, 83 745 € € pour le transport et enfin 802 760 € pour les sorties. Ils ont particulièrement mis en évidence l'importance de la part des professionnels du cinéma : même s’ils ne représentent que 17 % des participants, ils génèrent 56 % des flux de l’impact primaire : 73 % des dépenses d’hébergement, 53 % des dépenses de loisirs, et 52 % des dépenses de restauration.

« Chaque euro investi dans le territoire rapporterait 22 € pour le territoire »

— Xavier Hollandts et Daniela Borodak, La Montagne, 23 avril 2019

## Autour du festival

### La Jetée
En 2000, les bureaux du festival quittent un appartement du 26 rue des Jacobins pour rejoindre au 6 place Michel de l'Hospital un bâtiment réaménagé et agrandi par l'architecte Vincent Speller : La Jetée, nom donné en référence au film de Chris Marker : La Jetée.
Ce lieu abrite également :
- le pôle d'éducation aux images Auvergne. La Jetée est une des dix-sept structures implantées dans neuf régions pôles régionaux d’éducation artistique et de formation au cinéma et à l’audiovisuel qui  poursuivent des actions autour de trois axes principaux : l’animation du réseau régional, les ressources et la formation[59]. L'association Sauve Qui Peut le Court Métrage est par exemple partenaire des sections Cinéma Audiovisuel de trois établissements scolaires : Lycée Madame de Staël de Montluçon[60], Lycée Jean-Baptiste de la Salle et Lycée Blaise Pascal à Clermont-Ferrand[61]. Elle organise chaque année le concours de la jeune critique cinématographique, en partenariat avec le Rectorat, la Fondation Varenne, la revue Bref et le Fonds MAIF pour l’Éducation[62]. En dehors du temps du festival, environ 100 000 personnes sont touchées par ces actions chaque année.
- le Centre de documentation du cinéma et du court métrage de La Jetée. Bibliothèque spécialisée membre du réseau des bibliothèques et médiathèques de Clermont Auvergne Métropole, ce centre est ouvert à tous et conserve plus de 150 000 courts métrages en libre accès sur des postes de consultation[63], 18 000 documents traitant de cinéma (livres et revues de 1920 à nos jours), des ressources pédagogiques, catalogues de festivals, les archives télé et radio de l'INA[64]. Sa spécialisation court-métrage en fait un lieu unique en Europe[65].

De 1997 à 2024 la Commission du Film Auvergne y a aidé à la venue et la réalisation de films dans l'ancienne région Auvergne.

### Polémiques
En 1998, un film de Xavier Giannoli, L'Interview, est sélectionné pour le festival de Clermont-Ferrand. Le festival de Cannes fait pression pour l'avoir dans sa compétition du court-métrage. En réponse un prix spécial clermontois est décerné au film qui n'avait pas été montré dans cette ville, trois mois avant son passage à Cannes, qui lui décerne la Palme d'or du court métrage.
En 2004, le jury, à l'unanimité, par l'intermédiaire de son porte-parole Mathieu Amalric déclencha la polémique en n'attribuant pas de grands prix à la sélection française se plaignant d'une sélection médiocre et peu innovante,.
En 2023, Laurent Wauquiez est critiqué en raison de la réduction de moitié (de 210 000 à 100 000 euros) de la subvention apportée au festival par le conseil régional d'Auvergne-Rhône-Alpes,.

#### Livres
- Daniela Borodak, P. Piré-Lechalard, C. Dos Santos, A. Albert-Cromarias et E. Bourlier-Bargues, Enquête sur le public du Festival du court Métrage, Clermont-Ferrand, 2019
- Daniela Borodak et Xavier Hollandts, Etude d’impact économique du Festival du Court Métrage sur son territoire, Clermont-Ferrand, 2019
- Christian Izalguier, Grands festivals en Auvergne, Issoire, Christian Izalguier, 2011, 183 p. (ISBN 9782953877700), p. 54-59.
- 20 ans de courts métrages à Clermont-Ferrand, Clermont-Ferrand, Sauve qui peut le court métrage, 1998, 79 p.
- Richard Raskin et Gilles Colpart, Grands témoins pour films courts, Clermont-Ferrand, Sauve qui peut le court métrage, 1999
- William Sloane et Bernard Chardère, Grands témoins pour films courts, Clermont-Ferrand, Sauve qui peut le court métrage, 1997

#### Articles
- Géraldine Messina, « Etude - Festival du court métrage de Clermont-Ferrand : onze millions d'euros de retombées économiques », La Montagne.fr,‎ 23 avril 2019 (lire en ligne, consulté le 13 mai 2023)
- Patrick Foulhoux, « 1979: l’année où le festival du Court-Métrage est né… », sur 7joursaclermont.fr, 1er février 2019 (consulté le 15 décembre 2024)
- Dominique Widemann, « À Clermont-Ferrand , le court, une longue histoire d’amitiés », sur humanite.fr, 2 février 2018 (consulté le 15 décembre 2024)
- Béatrice Bafoil, « Le Festival de Clermont-Ferrand, la noblesse du court-métrage », Le Figaro,‎ 4 février 2016 (lire en ligne, consulté le 12 octobre 2024)
- Clarisse Fabre, « Antoine Lopez quitte "La Jetée" clermontoise », Le Monde.fr,‎ 4 février 2013 (lire en ligne, consulté le 9 février 2023)
- Macha Séry, « Clermont-Ferrand, le "Cannes du court-métrage" », Le Monde,‎ 20 janvier 2011 (lire en ligne, consulté le 13 mai 2023)

#### Vidéos
- « Les affiches du festival de Clermont-Ferrand », sur arte.tv, 2019 (consulté le 9 février 2023)
- « Portrait d’Antoine Lopez », sur dailymotion.com, Ville de Clermont-Ferrand, février 2013 (consulté le 15 décembre 2024)

#### Périodiques
- Ça suit son court ... : hors-série quotidien du Festival du court métrage de Clermont-Ferrand, Clermont-Ferrand, Sauve qui peut le court métrage, 1996-....  (ISSN 1277-6122)
- Marché du film court., Clermont-Ferrand, Sauve qui peut le court métrage, 1981-2012  (ISSN 1294-9779)
- Le Quotidien : festival du court métrage Clermont-Ferrand..., Paris, Éd. Scope, 2006-2011.
- Sur un plateau :  lettre d'information de la Commission du film d'Auvergne, Clermont-Ferrand, Sauve qui peut le court métrage, 2001-2011.  (ISSN 1637-5580)

#### Catalogues
- Catalogues du festival publiés depuis 1979.  (ISSN 1295-9510)
- 5e festival du court métrage de Clermont-Ferrand : 31 janvier au 5 février 1983 (catalogue), Clermont-Ferrand, Sauve qui peut le court métrage, 1983, 77 p., in-8o (présentation en ligne, lire en ligne )

#### Affiches
Au début, Antoine Lopez fait aussi les affiches du festival, seul ou avec sa compagne Isabelle Pio, graphiste. D'abord en deux couleurs, la deuxième année en trois couleurs, la troisième année en quadrichromie. Ils réalisent les affiches des années 1979, 1980, 1982, 1983, 1986, 1990, 1995, 2000, 2018.
Les autres affichistes sont Roger Gonin (1981), Joël Brisse (1984), Francis Masse (1985), Loustal (1987), Jean-François Schembari (1988), Violeff et Gilbert Legrand (1989), Alain Le Quernec (1991), Bruno Didelot (1992), Max Cabanes (1993), Arno (1994), François Boucq (1996), Lorenzo Mattotti (1997), Rémi Malingrëy (1998), Brad Holland (1999), Roberto Catani (2001), Miles Hyman (2002), Jean-Loup Felicioli (2003), Dave McKean (2004), Borislav Sajtinac (2005), Stéphane Blanquet (2006), Rosto (2007), Ronald Curchod (2008), Martin Jarrie (2009), Marc Craste (2010), Rebecca Dautremer (2011), Igor Kovalyov (2012), Théodore Ushev (2013), Chris Buzelli (2014), Blexbolex (2015), Blutch (2016), Riccardo Guasco (2017), Rémi Chayé (2019), Susa Monteiro (2020), Yuko Shimizu (2021), Brecht Evens (2022), Regina Pessoa (2023), Stacey Rozich (2024), Marie Larrivé (2025).